# Batalha de Grumento
A Batalha de Grumento ocorreu em 207 a.C., durante a Segunda Guerra Púnica, entre os romanos liderados por Caio Cláudio Nero e os cartagineses liderados por Aníbal.  A batalha não foi decisiva, e Nero marchou para o norte onde ele derrotou e matou o irmão de Aníbal, Asdrúbal, na batalha do Metauro.

## A batalha
O cônsul Cláudio Nero, com um exército de quarenta e dois mil e quinhentos homens, deslocava-se de Venúsia para barrar a marcha de Aníbal de Brúcio (Calábria) para a Lucânia (Basilicata). "Aníbal esperava", diz Lívio, "recuperar as cidades que haviam sucumbido pelo medo aos romanos", mas também tinha que marchar para o norte de modo a encontrar-se com o irmão. A confusão dos movimentos cartagineses se devia às comunicações primitivas da época: Aníbal nada mais sabia além de que Asdrúbal deveria, naquela altura, ter cruzado os Alpes, e Asdrúbal, que já se encontrava na Península Itálica, não sabia nada além de que Aníbal estava em algum lugar ao sul. Os romanos, por outro lado, trabalhando com suas linhas interiores de comunicações e sistemas de suprimentos, achavam-se numa posição admirável para manter os dois inimigos separados e atacá-los um por vez com suas forças superiores.
Em Grumento, na Lucânia, os exércitos de Nero e Aníbal se enfrentaram pela primeira vez, algo notável pelo fato de que o cônsul romano, "imitando as artimanhas de seu inimigo", escondeu parte de suas tropas atrás de uma colina de modo a cair sobre a retaguarda cartaginesa no momento adequado do confronto. Era nessas horas que Aníbal sentia a necessidade de suas treinadas tropas cartaginesas e ibéricas e cavaleiros númidas, que nunca chegaram a ele de Cartago. 
Seu agrupamento, forças semi-treinadas — superadas numericamente pelos romanos — não foram páreo para as disciplinadas legiões de Nero. Ainda mais, foi a utilização pelo cônsul do estilo tático próprio de Aníbal, embora desdenhado como "não romano" por Lívio, que lhe assegurou a vitória.

## Eventos posteriores
Esta batalha não parece ter sido decisiva, pois, em vez de retroceder, Aníbal continuou sua marcha para o norte em direção a Canúsio (atual Canosa di Puglia), na Apúlia, e é significativo que Nero, enquanto o perseguia, era incapaz de impedir que ele se movimentasse quando e como lhe conviesse.